# Ferro-ferri-obertiite
La ferro-ferri-obertiite (simbolo IMA: Ffob) è un raro minerale del supergruppo dell'anfibolo, all'interno del quale viene collocato nel "gruppo degli anfiboli con W(O)-dominante" e da lì ai minerali appartenenti al "gruppo contenente la radice obertiite nel nome"; essendo un anfibolo, appartiene agli inosilicati e pertanto alla famiglia minerale dei "silicati", e possiede composizione chimica NaNa(Fe2+3Fe3+Ti)Si8O22O2.

## Etimologia e storia
Come tutti i minerali aventi il termine obertiite, la ferro-ferri-obertiite deve in parte il suo nome in onore alla professoressa Roberta Oberti, studiosa ed esperta della cristallo-chimica degli anfiboli.
Inizialmente questo minerale (IMA 2009-034) fu chiamato ferro-obertiite, ma è stato ridefinito nella nomenclatura degli anfiboli del 2012 e ora è denominato ferro-ferri-obertiite.

## Classificazione
La ferro-ferri-obertiite è stata riconosciuta dall'Associazione Mineralogica Internazionale (IMA) nel 2009 e pubblicata nel 2010, pertanto non compare nella classica nona edizione della sistematica dei minerali di Strunz, che è stata aggiornata dall'IMA fino al 2009.
Il minerale è presente nell'edizione successiva, proseguita dal database "mindat.org" e chiamata Classificazione Strunz-mindat, nella quale la ferro-ferri-obertiite è elencata nella classe "9. Silicati (germanati)" e da lì nella sottoclasse "9.D Inosilicati"; questa viene più finemente suddivisa in base alla struttura del minerale, in modo tale da trovare la ferri-obertiite nella sezione "9.DE Inosilicati con catene doppie di periodo 2, Si4O11; clinoanfiboli", dove forma il sistema nº 9.DE.25 insieme a numerosi (ben 64) minerali anfiboli.
Nella Sistematica dei lapis (Lapis-Systematik) di Stefan Weiß la ferro-ferri-obertiite si trova nella classe dei "silicati" e nella sottoclasse degli "inosilicati"; qui il minerale si trova nella sezione di quelli che hanno struttura "[Si4O11] a due bande 6-; gruppo degli anfiboli; anfiboli alcalini" dove forma il sistema nº VIII/F.08.

## Abito cristallino
La ferro-ferri-obertiite cristallizza nel sistema monoclino nel gruppo spaziale C2/m (gruppo nº 12) con i parametri di cella a = 9,845(4) Å, b = 18,018(8) Å, c = 5,296(3) Å e β = 103,86(3)°, oltre ad avere 2 unità di formula per cella unitaria.

## Origine e giacitura
La ferro-ferri-obertiite si forma come prodotto di reazione metasomatica in frammenti di grovacche di arenaria in un diatrema alcalino; la paragenesi è con egirina e feldspati alcalini.
Il minerale è molto raro ed è stato trovato solo nella sua località tipo, Coyote Peak (41.13333°N 123.85889°W) nella Contea di Humboldt (in California, Stati Uniti), ed è in fase di indagine un ritrovamento presso la cava di "Caspar" presso Ettringen (in Renania-Palatinato, Germania).

## Forma in cui si presenta in natura
La ferro-ferri-obertiite forma cristalli prismatici o aciculari, di dimensioni fino a 1,25 mm e allungati secondo [001]. Il minerale ha lucentezza vitrea e colore nero, mentre il colore del suo striscio è grigio.

## Proprietà fisiche
La ferro-ferri-obertiite non è fluorescente alla luce ultravioletta, né in onde corte, né in quelle lunghe; mostra un visibile pleocroismo con colori marrone scuro lungo {\displaystyle x}, marrone lungo {\displaystyle y} e grigio scuro lungo {\displaystyle z}.